# Ł
Cette page contient des caractères spéciaux ou non latins. S’ils s’affichent mal (▯, ?, etc.), consultez la page d’aide Unicode.
Cet article concerne L barré obliquement. Pour L rayé, voir Ƚ. Pour rayé en haut, voir Ꝉ.
Ł (minuscule ł), appelé L barré, L barré obliquement, L barre oblique (par opposition au L barre horizontale ‹ Ƚ ƚ ›), est une lettre additionnelle qui est utilisée dans les alphabets inupiaq, kachoube, navajo, polonais, silésien, sorabe, tahltan, thompson, vénitien et wilamowicien, et l’alphabet łacinka du biélorusse. Elle est formée d'un L diacrité par une barre inscrite oblique.

## Linguistique
À l'exception du navajo, ‹ ł › représente la continuation de la consonne proto-slave ‹ l › (une consonne spirante latérale alvéolaire vélarisée voisée, décrite par [ɫ] dans l'alphabet phonétique international).
En polonais moderne, ‹ ł › correspond à la lettre cyrillique ‹ Л › et représente une consonne spirante labio-vélaire voisée [w]. L'ancienne prononciation, une consonne spirante latérale alvéolaire vélarisée voisée [ɫ], est toujours utilisée (de manière facultative) dans l'Est de la Pologne et parmi la minorité polonaise de Lituanie, de Biélorussie et d'Ukraine.
En biélorusse, ‹ ł › correspond à une consonne spirante latérale alvéolaire voisée ‹ l ›).
En navajo, ‹ ł › correspond à une consonne fricative latérale alvéolaire sourde ([ɬ]).
‹ ł › est également utilisé en lettre supplémentaire dans certaines transcriptions des dialectes vénitiens où elle peut prendre deux valeurs phonétiques (selon les locuteurs) : soit [l], soit [e].

## Représentations informatiques
Cette lettre possède les représentations Unicode suivantes :
| Formes    | Représentations | Chaînes de caractères | Points de code | HTML     | Descriptions                    |
| --------- | --------------- | --------------------- | -------------- | -------- | ------------------------------- |
| Capitale  | Ł               | Ł                     | U+0141         | &#x0141; | lettre majuscule latine l barré |
| Minuscule | ł               | ł                     | U+0142         | &#x0142; | lettre minuscule latine l barré |

## Saisie au clavier
| Clavier | Ł                | ł                |
| ------- | ---------------- | ---------------- |
| bépo    | AltGr + l puis L | AltGr + l puis l |

En LaTeX, les commandes \l{} et \L{} permettent d'obtenir respectivement ł et Ł.

## Litecoin
Le symbole est souvent associé à la crypto-monnaie Litecoin (symbole monétaire : Ł ; sigle : LTC).